# Desafío Champions Sendokai
Desafío Champions Sendokai/Sendokai Champions (Brasil: Campeões do Sendokai / Portugal: Sendokai Champions) é uma série de desenho animado espanhola co-produzida entre Kotoc e RTVE que estreou no dia 9 de abril de 2013 na Espanha no canal Clan. A série contou com 52 episódios de 12 minutos cada um. A segunda temporada intitulada Desafío Champions Sendokai: El Origen del Hakuru (Sendokai Champions: Rise of the Hakuru em inglês) teve um total de 26 episódios de 12 minutos cada um e estreou no dia 2 de junho de 2014 pelo canal Clan na Espanha.
No Brasil, a primeira temporada estreou no dia 3 de junho de 2013 e a segunda temporada no dia 13 de maio de 2014, no Cartoon Network. Em Portugal a primeira temporada estreou no dia 17 de março de 2014 e a segunda temporada no dia 16 de junho de 2014 no Canal Panda.

## Continuação

### Temporada 3
O final da segunda temporada deixou uma ponta solta gigante em relação a continuação da história, o que levou a creer que a série Sendokai Champions teria uma terceira temporada, porém depois do seu fim em 2014, a KOTOC não deu nenhuma notícia sobre esta tal continuação, pelo menos até 2017.
Em 2017, a terceira temporada foi colocada em um website da Kotoc sobre os seus conteúdos futuros. 
Em maio de 2021, uma live de apresentação da KOTOC foi feita no canal do Youtube "formenterafilm" para alunos de um grêmio estudantil, e nessa live, David Dieguez Redondo, um dos produtores do desenho Sendokai, confirmou que a demora da terceira temporada se deu por perda de direitos do desenho, que estavam sendo recuperados desde 2015. David também confirmou que a maioria dos direitos foi recuperada e que a Kotoc já está produzindo a continuação do desenho.
Em 18 de maio de 2023, a RTVE convocou 5 séries para emissão na Clan, e uma delas foi Sendokai, relacionando como "novo projeto".
Em dezembro de 2023, os produtores da série criaram uma página no Patreon intitulada Sendokai Academy, em que os assinantes poderiam apoiar o projeto, interagir com os criadores e ver conteúdo exclusivo.

### SENGATE
Depois do comunicado sobre o começo da produção da terceira temporada, em 31 de janeiro de 2025, a KOTOC anunciou a data de estreia do episódio SENGATE, que conta como os Senkuns iriam resgatar Cloe do sequestro de Lon, agora como o Grande Zorn. 
O episódio foi lançado em 31 de maio de 2025 em estreia ao vivo no canal do Youtube oficial de Sendokai, anunciando que a terceira temporada será lançada em breve. 

## 1ª temporada
Zak, Cloe, Kiet e Fenzy são quatro jovens da Terra impopulares sem nenhum talento para o esporte. Um dia, encontram braceletes que os transportam para outra dimensão. Lá, eles conhecem o mestre Tänpo, que explica-lhes que o império de Zorn está conquistando todas as dimensões do Multiverso. A Terra está em perigo e, se quiserem salva-lá, só haverá uma maneira: terão que superar suas fraquezas, para aprender a arte do Sendokai até se converterem em guerreiros e ganhar o Grande Torneio do Multiverso.

## 2ª temporada
Nesta nova aventura, os Sen-Kuns terão que lidar com uma nova ameaça: Sidmodius. Antes da nave do Marechal Zorn explodir, Sidmodius escapa com Chronam-Yatt e a caixa de Sestrad para Masara. Enquanto isso na Terra, Chronam-Sunn avisa para os Sen-Kuns do perigo de Sidmodius e Lon se une a eles; um novo amigo dos garotos.

## Personagens
- Zak - Adora atenção. Na Terra ele não é muito popular, mas quando se torna um guerreiro Sendokai, vira um líder que mantém elevado a moral da equipe e faz jogadas espetaculares. Também é apaixonado por Cloe, mas sente vergonha de assumir seu amor a ela. Antes do final da segunda temporada, se mostrava imaturo e inconsequente, porém, após fugir de sua equipe, Zak começa a ser responsável. Poderia se dizer que combate no Sendokai como o ''capitão'', sendo o hakuru (líder). Seus poderes são de ataque, que são o Disparo Zet-Sen e Fogo Sho-Sen.
- Cloe - É uma menina inteligente e responsável. Ela sempre faz o que seus pais lhe ordenam, então eles não tem nada melhor que deixá-la realizar o seu sonho de ser artista. Também tem uma atração por Zak e Lon. Como guerreira Sendokai, é o cérebro da equipe e usa sua imaginação para derrotar o adversário. Cloe bola estratégias para atacar no campo, e tem poderes para ajudá-la nesta tarefa, que são a Visão Yao-Sen e Sentelha Nu-Sen.
- Kiet - É o cara mais preguiçoso no universo. Se ele pudesse, só levantava do sofá para mudar o jogo. O destino o levou a lutar como um guerreiro de dimensões desconhecidas. Seu maior poder de combate é a sua grande força. Seu maior poder na terra é o de sempre convencer sua avó a mimá-lo. Kiet mostra jogar na defesa, pois seus poderes são Escudo Koa-Sen e Onda Geo-Sen, que servem para defender seu Kai.
- Fenzy - É uma menina orgulhosa e sarcástica. Ela mora sozinha com a mãe, porque seu pai morreu. Ela é conhecida por sua alta velocidade. Assim como Kiet, Fenzy se mostra trabalhar na defesa, devido a seus poderes: Estrela Tai-Sen e Tornado Go-Sen.
- Lon - Calado e muito desconfiado de tudo, ele é rival de Zak com quem sempre tenta disputar tudo como o melhor Disparo Zet-Sen, quem corre mais para ser o melhor Senkun entre outros. Lon tem uma atração por Cloe e ganhou o Disparo Zet-Sen quando uniu seu Sen com o de Zak fazendo a Força Duo-Sen. vira o Grande Zorn ao final da segunda temporada, tornando-se o vilão. Lon é filho de um grande empresário de uma empresa internacional. É muito rico, orém seu pai o deixa sozinho fazendo assim a raiva de Lon crescer, e consequentemente, Lon cria uma ideia de que todos estão contra ele, e captura Cloe no final da 2 temporada. Mas como mostrado nas Vistual Cards de Combate da terceira temporada, Lon vai voltar para a equipe.
- Tänpo - É o mestre dos Sen-Kuns. Os treinará realmente muito duro e os transmitirá todos os seus conhecimentos para que possam tornar-se guerreiros Sendokai e salvar a Terra. No entanto, há algo no passado de Tampo que torna esta missão pessoal para ele. Tänpo foi namorado de Lalith, ele não aceitou se aliar ao Grande Zorn e conseguiu fugir do vórtice.
- Lula - É a mascote de Tänpo e sua única companheira. Ela pertence à raça dos luls e, se desejar, pode ser transformada em uma esfera quando está lutando em um combate Sendokai. Também ajuda Tänpo a treinar os meninos, e é uma Guerreira Sendokai.
- Sidmodius - Era um Zorn bem leal ao império quando foi nomeado ministro dos Zorn ele queria mais, se uniu a Chronann Yatt com o plano de se tornar o grande Zorn usando a caixa de Sestrad, Então antes da Fortaleza Zorn explodir Sidmodius pegou a caixa de Sestrad e junto com Chronann Yatt ele e a grande fortaleza Zorn Foram transportados para Massara, onde nasceu o império Zorn para tentar se tornar o grande Zorn.
- Lalith - Ex-comandante do império Zorn e namorada de Tänpo. Sob sua aparência frágil, esconde uma guerreira especialista com poderes esotéricos.
- Comandante Kazkrad É um dos ajudantes do Marechal Zorn e a versão do Zak de uma dimensão sombria.
- Chronam-Yatt - É irmã de Chronam-Sunn e aliada de Sidmodius. Se tornou comandante do Império Zorn após a saída de Lallith.
- Marechal Zorn (Kento) - É o líder dos Zorn e irmão de Tänpo. Lidera o império com um traje robótico e um punho de ferro, conquistando todas as dimensões em seu caminho. Todos os que o desafiam acabam indo para o vórtex.
- Chronam-Sunn - É irmã de Chronam-Yatt e ex-integrante do império Zorn. Possui a habiliade de viajar no tempo.
- Kido - É uma iguana (ou um lagarto) que vive no antigo planeta Terra, num lugar chamado Masara. Tem inteligência limitada, por isso quase sempre se mete em encrencas, mas é um "guia turístico" para os 5 guerreiros em Masara.
- Danima - É a Alta Sacerdotisa de Masara. Treinou os Sen-Kuns por um breve período. Ela morre no episódio Tempos Incertos.

## Dublagem
|                     | Brasil                                                     |
| ------------------- | ---------------------------------------------------------- |
| Direção de Dublagem | Ana Lúcia Menezes (1ª) Élida L'Astorina/Renan Ribeiro (2ª) |
| Estúdio de Dublagem | Audio News                                                 |

## Transmissão Mundial
| País                  | Título                                                                      | Data de estreia                                                                         | Canal                              |
| --------------------- | --------------------------------------------------------------------------- | --------------------------------------------------------------------------------------- | ---------------------------------- |
| Espanha               | Desafío Champions Sendokai Desafío Champions Sendokai: El Origen del Hakuru | 9 de abril de 2013 (1ª Temporada) 2 de junho de 2014 (2ª Temporada) 2026 (3ª Temporada) | Clan                               |
| América Latina        | Campeones Sendokai Campeones Sendokai: El Origen del Hakuru                 | 3 de junho de 2013 (1ª Temporada) 13 de maio de 2014 (2ª Temporada)                     | Cartoon Network                    |
| Brasil                | Campeões do Sendokai                                                        | 3 de junho de 2013 (1ª Temporada) 13 de maio de 2014 (2ª Temporada)                     | Cartoon Network                    |
| Portugal              | Sendokai Champions                                                          | 17 de março de 2014 (1ª Temporada) 16 de junho de 2014 (2ª Temporada)                   | Canal Panda                        |
| Estados Unidos        | Sendokai Champions                                                          | TBA                                                                                     | The CW Television Network, Vortexx |
| Itália                | Sendokai Champions                                                          | 1 de setembro de 2014                                                                   | Rai Gulp                           |
| Hungria               | Sendokai Champions                                                          | 2013                                                                                    | KidsCo                             |
| Sérvia                | Sendokai Champions                                                          | 2014                                                                                    | Ultra, Mini Ultra TV               |
| África, Oriente Médio | Sendokai Champions                                                          | 2014                                                                                    | MBC 3, Syfy Kids                   |

## Episódios

### Resumo
| Temporadas | N° de Episódios | Data de Estreia (Espanha) | Data de Encerramento (Espanha) | Data de Estreia (Brasil) | Data de Encerramento (Brasil) | Vilões                |
| ---------- | --------------- | ------------------------- | ------------------------------ | ------------------------ | ----------------------------- | --------------------- |
| 1          | 26              | 9 de abril de 2013        | 4 de maio de 2013              | 3 de junho de 2013       | 4 de julho de 2013            | Marechal Zorn (Kento) |
| 2          | 26              | 2 de junho de 2014        | 18 de junho de 2014            | 13 de maio de 2014       | 1 de outubro de 2014          | Sidmodius             |
| 3          | 26              | 2026                      | TBA                            | TBA                      | TBA                           | Os Yitsu              |

### 1ª temporada (2013)
- 1 - Sen-do-kai

 09/04/2013
 03/06/2013
- 2 - Mais que um Bracelete

 09/04/2013
 03/06/2013
- 3 - A Dimensão Urlok

 16/04/2013
 04/06/2013
- 4 - Começa o Treinamento

 16/04/2013
 04/06/2013
- 5 - Invisível

 17/04/2013
 05/06/2013
- 6 - Luls

 17/04/2013
 05/06/2013
- 7 - Um Disparo Perfeito

 18/04/2013
 06/06/2013
- 8 - Guerreiros Legendários

 18/04/2013
 06/06/2013
- 9 - Mova o Traseiro

 19/04/2013
 07/06/2013
- 10 - O Guardião da Caixa

 19/04/2013
 07/06/2013
- 11 - Estrela Tai-Sen (Episódio)

 20/04/2013
 10/06/2013
- 12 - Uma Última Prova

 20/04/2013
 10/06/2013
- 13 - Começa o Torneio!

 21/04/2013
 11/06/2013
- 14 - Um Por Todos

 22/04/2013
 11/06/2013
- 15 - Confia em Mim

 23/04/2013
 12/06/2013
- 16 - O Torneio Vem Primeiro

 24/04/2013
 12/06/2013
- 17 - Aceite Seus Sentimentos, Zak

 25/04/2013
 13/06/2013
- 18 - Centelha Nu-Sen (Episódio)

 26/04/2013
 13/06/2013
- 19 - Meu Querido Inimigo

 27/04/2013
 14/06/2013
- 20 - O Lado Negro

 28/04/2013
 14/06/2013
- 21 - Fantasmas do Passado (1)

 29/04/2013
 30/07/2013
- 22 - Pelos Velhos Tempos (2)

 30/04/2013
 30/07/2013
- 23 - Sem Volta (3)

 01/05/2013
 01/07/2013
- 24 - A Final (4)

 02/05/2013
 02/07/2013
- 25 - O Fim Está Próximo (5)

 03/05/2013
 03/07/2013
- 26 - Quatro Guerreiros Sendokai (6)

 04/05/2013
 04/07/2013

### 2ª temporada (2014)
- 1 - Uma Boa História

 02/06/2014
 13/05/2014
- 2 - Uma Nova Aventura

 02/06/2014
 13/05/2014
- 3 - Danima (Episódio)

 03/06/2014
 14/05/2014
- 4 - Yakis (Episódio)

 03/06/2014
 14/05/2014
- 5 - Confia em Nós, Lon

 04/06/2014
 15/05/2014
- 6 - Kido o Destruidor

 04/06/2014
 15/05/2014
- 7 - A Babá

 05/06/2014
 15/05/2014
- 8 - Uma Equipe Inquebrável

 05/06/2014
 16/05/2014
- 9 - Raio Duo-Sen (Episódio)

 06/06/2014
 16/05/2014
- 10 - Um Bom Líder

 06/06/2014
 16/05/2014
- 11 - Tempos Incertos

 09/06/2014
 06/08/2014
- 12 - Eu Nunca Vou Esquecer Vocês

 09/06/2014
 06/08/2014
- 13 - Sendokai Estúpido

 10/06/2014
 13/08/2014
- 14 - O Primeiro Grande Torneio

 10/06/2014
 13/08/2014
- 15 - Os Norkingos

 11/06/2014
 20/08/2014
- 16 - Um Herói Para Massara

 11/06/2014
 20/09/2014
- 17 - Você Está Sozinho

 12/06/2014
 03/09/2014
- 18 - Amigos e Rivais

 12/06/2014
 03/09/2014
- 19 - Que Vença a Melhor Equipe

 13/06/2014
 10/09/2014
- 20 - Traidores

 13/06/2014
 10/09/2014
- 21 - O Declínio do Hakuru

 16/06/2014
 17/09/2014
- 22 - A Hora da Verdade

 16/06/2014
 17/09/2014
- 23 - O Poder do Barão

 17/06/2014
 24/09/2014
- 24 - O Grande Zorn

 17/06/2014
 24/09/2014
- 25 - A Ascensão do Hakuru

 18/06/2014
 01/10/2014
- 26 - Alguma Coisa Em Comum

 18/06/2014
 01/10/2014
- 27 - SENGATE

 31/05/2025

### 3ª temporada (2026)
Até agora, nenhum nome ou data de episódios da terceira temporada foi divulgado pela Kotoc ou pela RTVE, porém a mesma foi anunciada e está em produção, com data de estreia prevista para 2026, de acordo com a Sendokai Academy, Patreon da KOTOC. 

### Wikisen
Em 4 de novembro de 2014, a Kotoc começou a postar vídeos em espanhol, chamados Desafío Champions Sendokai Wikisen, ou apenas Wikisen, que consistem em quizes e informações em forma de vídeo, no YouTube, sobre personagens e etc.

#### Edições
| #  | Título               |
| -- | -------------------- |
| 1  | Disparo Zet-Sen      |
| 2  | Visión Yao-Sen       |
| 3  | Brazeletes Sen       |
| 4  | Senrocks             |
| 5  | Campos de Batalla    |
| 6  | Escudo Koa-Sen       |
| 7  | Estela Tai-Sen       |
| 8  | Dö                   |
| 9  | Deslizadores         |
| 10 | Sidmodius            |
| 11 | Mariscal Zorn        |
| 12 | Lon                  |
| 13 | Armaduras Urlok      |
| 14 | Armaduras Wadaan     |
| 15 | Tänpo                |
| 16 | Fogo Sho-Sen         |
| 17 | Destello Nu-Sen      |
| 18 | Brazaletes Cronsen   |
| 19 | Onda Geo-Sen         |
| 20 | Tornado Go-Sen       |
| 21 | Danima               |
| 22 | Força Duo-Sen        |
| 23 | Lalith               |
| 24 | Relámpago Duo-Sen    |
| 25 | Armaduras Nero       |
| 26 | Muro Duo-Sen         |
| 27 | Amos del Fuego       |
| 28 | Fusión Nero-Sen      |
| 29 | Kento                |
| 30 | Wikisen Quiz         |
| 31 | Armaduras Ignis      |
| 32 | Zak                  |
| 33 | Luls                 |
| 34 | Sendokai Runner Game |
| 35 | Cloe                 |
| 36 | Kido                 |
| 37 | Beldzars             |
| 38 | Los Oscuros          |
| 39 | Mc                   |
| 40 | Volumen #01          |